# Liste der Baudenkmäler in Grafenrheinfeld
Auf dieser Seite sind die Baudenkmäler in der unterfränkischen Gemeinde Grafenrheinfeld zusammengestellt. Diese Tabelle ist eine Teilliste der Liste der Baudenkmäler in Bayern. Grundlage ist die Bayerische Denkmalliste, die auf Basis des Bayerischen Denkmalschutzgesetzes vom 1. Oktober 1973 erstmals erstellt wurde und seither durch das Bayerische Landesamt für Denkmalpflege geführt wird. Die folgenden Angaben ersetzen nicht die rechtsverbindliche Auskunft der Denkmalschutzbehörde.
 Diese Liste gibt den Fortschreibungsstand vom 15. April 2020 wieder und enthält 42 Baudenkmäler.

## Ensembles

### Ensemble Kirchplatz

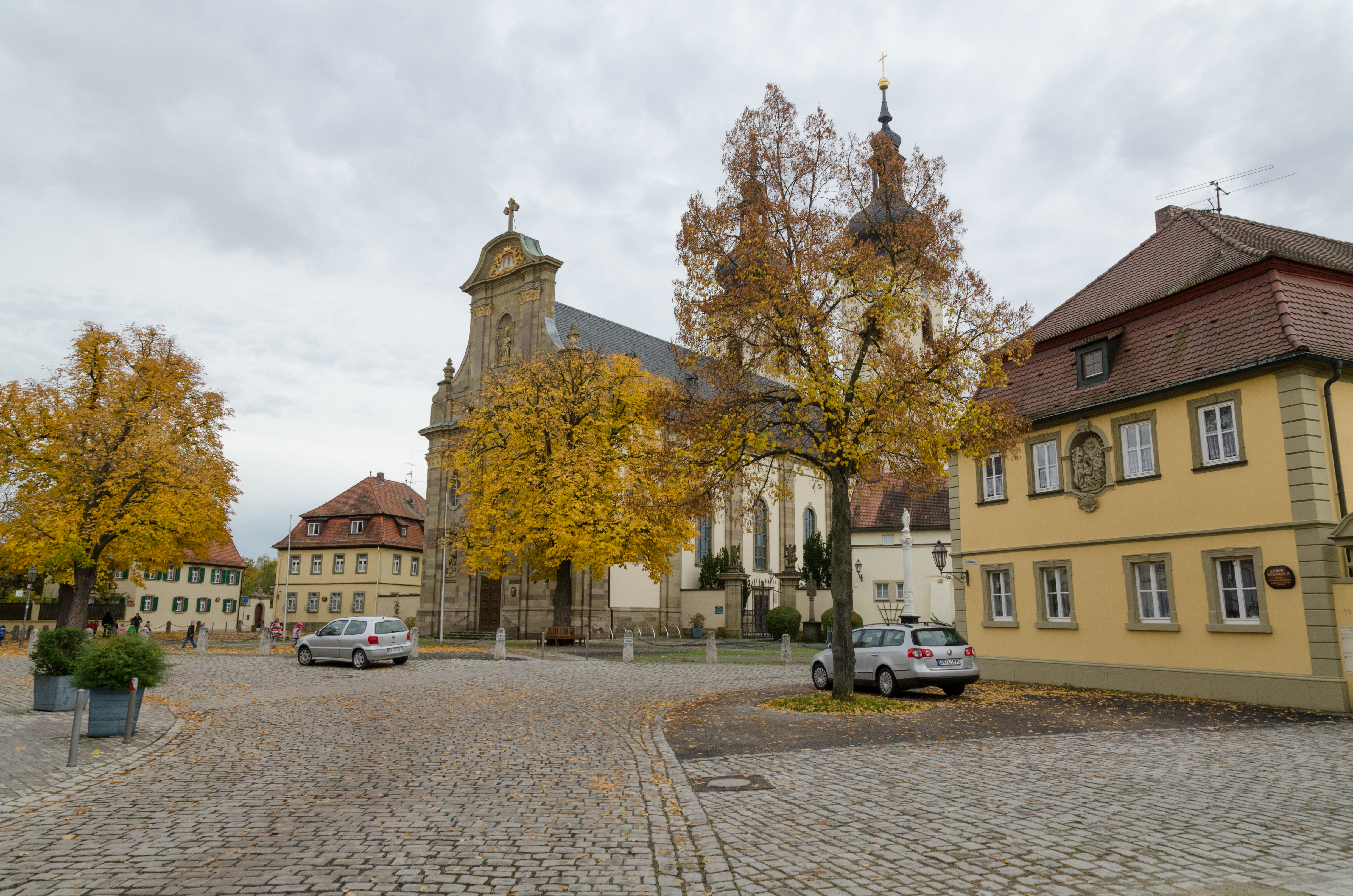

Abseits der Dorfstraße entstand am „Bühl“ der Kirchenbezirk, der im Spätmittelalter als geschlossene Kirchenburg erscheint. Hier befindet sich seit dem Hochmittelalter auch die Verwaltung der Dorfherrschaft, des Würzburger Domkapitels. Seit der Gegenreformation machen sich Tendenzen zur Platzbildung bemerkbar: das Pflegerhaus und die Amtsvogtei entstehen kurz nach 1600, einander gegenüberliegend, im Osten und Westen neu. Eine Monumentalisierung der Südseite erfolgt in der zweiten Hälfte des 18. Jahrhunderts mit der frontbildenden Neuausrichtung des Kirchenneubaus und der flankierenden Zuordnung begleitender Bauten (Pfarr-, Schulhaus). Die Nordseite blieb ungestaltet. Der geschlossene Bezirk des Kirchplatzes bezeichnet das geistliche Herrschaftszentrum des Ortes (Lage). Umgrenzung: Kirchplatz 1–12, Hauptstraße 5. Aktennummer E-6-78-136-1. Bilder.

## Baudenkmäler
| Lage                                                              | Objekt                                              | Beschreibung | Akten-Nr.              | Bild                                |
| ----------------------------------------------------------------- | --------------------------------------------------- | --- | ---------------------- | ----------------------------------- |
| Alter Main/Gochsheimer Straße; Nähe Gochsheimer Straße (Standort) | Bildstock                                           | Mit Kreuzigung, um 1625 | D-6-78-136-31 Wikidata | weitere Bilder                      |
| Bühlstraße, bei Nr. 20 (Standort)                                 | Bildstock                                           | Bezeichnet „1764“, mit modernem Aufsatz, Relief der Pietà | D-6-78-136-1 Wikidata  | weitere Bilder                      |
| Bühlstraße 36 a; im Pfarrhof (Standort)                           | Bildstock                                           | Mit Kreuzigung und Stiftern, Heilige Petrus und Paulus, bezeichnet „1670“ | D-6-78-136-2 Wikidata  | weitere Bilder                      |
| Hauptstraße 1 (Standort)                                          | Bildstock                                           | Sockel mit Vierkantschaft und breitem Aufsatz, Reliefdarstellung der 14 Heiligen, 1724 | D-6-78-136-3 Wikidata  | weitere Bilder                      |
| Hauptstraße 5 (Standort)                                          | Ehemaliges Pflegerhaus, jetzt Pizzeria              | Zweigeschossiger Satteldachbau mit Stufengiebel, Erker und polygonalem Treppenturm, teilweise Fachwerkobergeschoss, 16./17. Jahrhundert; siehe auch Ensemble Kirchplatz | D-6-78-136-4 Wikidata  | weitere Bilder                      |
| Hauptstraße 15 (Standort)                                         | Wohnhaus                                            | Zweigeschossiger Mansardwalmdachbau, um 1790, teilweise verändert | D-6-78-136-5 Wikidata  | weitere Bilder                      |
| Hauptstraße 17 (Standort)                                         | Hoftor                                              | Mit Fußgängerpforte | D-6-78-136-5 Wikidata  | weitere Bilder                      |
| Hauptstraße 23 (Standort)                                         | Immaculata                                          | Sandsteinfigur auf Ornamentsockel, zweite Hälfte 18. Jahrhundert | D-6-78-136-6 Wikidata  | weitere Bilder                      |
| Hauptstraße 24 (Standort)                                         | Immaculata                                          | Freifigur auf Inschriftensockel, Sandstein, Rokoko, bezeichnet „1762“ | D-6-78-136-7 Wikidata  | weitere Bilder                      |
| Hauptstraße 26 (Standort)                                         | Immaculata                                          | Freifigur auf Ornamentsockel, Sandstein, bezeichnet „1777“ | D-6-78-136-8 Wikidata  | weitere Bilder                      |
| Hauptstraße 29 (Standort)                                         | Bildstock                                           | Tischsockel mit rundem Schaft und rundbogigem Aufsatz, 14 Heilige, 1744 | D-6-78-136-9           | weitere Bilder                      |
| Hauptstraße 30 (Standort)                                         | Kreuzschlepper                                      | 18. Jahrhundert; im Giebel eingemauert | D-6-78-136-10 Wikidata | weitere Bilder                      |
| Hauptstraße 38 (Standort)                                         | Marienstandbild                                     | Sandsteinfigur auf Sockel, bezeichnet „1746“; in die Wand eingesetzt | D-6-78-136-11 Wikidata | weitere Bilder                      |
| Herrngasse 1 (Standort)                                           | Bildstock                                           | Aufsatz mit Pietà auf gedrehter Säule, in die Mauer integriert, 1710 | D-6-78-136-12 Wikidata | weitere Bilder                      |
| Herrngasse 2 (Standort)                                           | Hausfigur                                           | Muttergottes, 18./19. Jahrhundert | D-6-78-136-13 Wikidata | Hausfigur                           |
| Herrngasse 9 (Standort)                                           | Bildsäule                                           | Sockel 18. Jahrhundert mit Figur des Guten Hirten, um 1900 | D-6-78-136-41 Wikidata | Bildsäule                           |
| Kapellenweg (Standort)                                            | Wegkreuz                                            | Sockel mit Kruzifix und Nische, bezeichnet „1798“ | D-6-78-136-14 Wikidata | Wegkreuz                            |
| Kapitelwald; Schwebheimer Wald (Standort)                         | Steinkreuz, sogenanntes Lebküchner Kreuz            | 1685 | D-6-78-136-33 Wikidata | weitere Bilder                      |
| Kirchplatz, vor Nr. 9 (Standort)                                  | Mariensäule                                         | Neuklassizistisch, 1897 | D-6-78-136-25 Wikidata | weitere Bilder                      |
| Kirchplatz; neben der Kirche (Standort)                           | Standbild heiliger Sebastian                        | Freifigur auf barockem Sockel, Sandstein bezeichnet „1772“ | D-6-78-136-20 Wikidata | weitere Bilder                      |
| Kirchplatz; neben der Kirche (Standort)                           | Bildstock                                           | Tischsockel mit Vierkantschaft, Kreuzigungsrelief, 1663 | D-6-78-136-22 Wikidata | weitere Bilder                      |
| Kirchplatz, vor Nr. 4 (Standort)                                  | Standbild der Immaculata                            | 1762 | D-6-78-136-17 Wikidata | weitere Bilder                      |
| Kirchplatz, vor Nr. 4 (Standort)                                  | Standbild des heiligen Joseph                       | 1769 | D-6-78-136-17 Wikidata | weitere Bilder                      |
| Kirchplatz 4 (Standort)                                           | Ehemalige Amtsvogtei, jetzt Gasthaus zum Hirschen   | Zweigeschossiger traufständiger Satteldachbau der Spätrenaissance mit Volutengiebeln und rundbogiger Tordurchfahrt, 1626 | D-6-78-136-16 Wikidata | weitere Bilder                      |
| Kirchplatz 6 (Standort)                                           | Benefiziatenhaus                                    | Zweigeschossiger traufständiger Halbwalmdachbau, 17./18. Jahrhundert, wohl über älterem Kern | D-6-78-136-18 Wikidata | weitere Bilder                      |
| Kirchplatz 6 (Standort)                                           | Pforte                                              | Mit Pietà | D-6-78-136-18 Wikidata | Pforte                              |
| Kirchplatz 7 (Standort)                                           | Ehemalige Amtsschreiberei, Wohnhaus                 | Zweigeschossiger Mansardwalmdachbau, 18. Jahrhundert | D-6-78-136-19 Wikidata | weitere Bilder                      |
| Kirchplatz 8 (Standort)                                           | Katholische Pfarrkirche Kreuzauffindung             | Nach Süden gerichteter Saalbau mit eingezogenem Chor, Westturm im Kern mittelalterlich, Chor und Langhaus 1755–65 von Johann Michael Fischer, 1863 Schiffsverlängerung, Versetzung der Fassade und Ausbau der Türme, nach Kriegszerstörung im Innern vereinfacht wiederhergestellt | D-6-78-136-21 Wikidata | weitere Bilder                      |
| Kirchplatz 8, um die Kirche (Standort)                            | Friedhof                                            | Mit Friedhofskreuz, 1756 (Corpus erneuert) | D-6-78-136-21 Wikidata | weitere Bilder                      |
| Kirchplatz 8 (Standort)                                           | Portale                                             | Mit Engelsfiguren, 18. Jahrhundert | D-6-78-136-21 Wikidata | weitere Bilder                      |
| Kirchplatz 8 (Standort)                                           | Friedhof                                            | Ummauerung | D-6-78-136-21 Wikidata | weitere Bilder                      |
| Kirchplatz 9 (Standort)                                           | Altes Brauhaus, jetzt Museum                        | Massivbau mit Satteldach, bezeichnet „1561“; Rest der Gadenanlage, im Kern mittelalterlich | D-6-78-136-23 Wikidata | weitere Bilder                      |
| Kirchplatz 11 (Standort)                                          | Ehemaliges Lehrerwohnhaus                           | Zweigeschossiger Mansarddachbau mit geohrten Fensterrahmungen, 18. Jahrhundert | D-6-78-136-24 Wikidata | weitere Bilder                      |
| Kirchplatz 11 (Standort)                                          | Ehemaliges Lehrerwohnhaus, Relief der Marienkrönung | 1782 | D-6-78-136-24 Wikidata | weitere Bilder                      |
| Kirchplatz 11 (Standort)                                          | Ehemaliges Lehrerwohnhaus, Hofportal                | Mit Immaculata | D-6-78-136-24 Wikidata | weitere Bilder                      |
| Kirchplatz 11 (Standort)                                          | Ehemaliges Lehrerwohnhaus                           | Nebengebäude | D-6-78-136-24 Wikidata | weitere Bilder                      |
| Lehmgrube; am Finkenweg (Standort)                                | Bildstock                                           | Monolith mit gefasstem Schaft und rundbogigem Aufsatz, bezeichnet „1619“ | D-6-78-136-34          | weitere Bilder                      |
| Maingasse/Am Wehrbusch (Standort)                                 | Bildstock                                           | Gefaster Schaft mit zweiseitigem Aufsatz, bezeichnet „1628“ | D-6-78-136-40 Wikidata | weitere Bilder                      |
| Maingasse 1 (Standort)                                            | Bildstock                                           | Tischsockel, runder Schaft und rundbogiger Aufsatz, Pietà, bezeichnet „1727“ | D-6-78-136-26 Wikidata | weitere Bilder                      |
| Marktplatz 1 (Standort)                                           | Altes Rathaus                                       | Zweigeschossiger traufseitiger Satteldachbau der Spätrenaissance mit Treppengiebeln und Fachwerkobergeschoss, 1602 | D-6-78-136-27 Wikidata | weitere Bilder                      |
| Marktplatz 7 (Standort)                                           | Ehemaliger Gasthof Lamm                             | Zweigeschossiger Sandsteinquaderbau mit Mansardwalmdach, klassizistisch, um 1800 | D-6-78-136-28 Wikidata | weitere Bilder                      |
| Kapellenweg (Standort)                                            | Feldkapelle                                         | Kleiner Satteldachbau mit polygonalem Chor und Dachreiter, neugotisch, 1885 | D-6-78-136-15 Wikidata | Feldkapelle                         |
| Röthleiner Lacke; Feldweg nach Röthlein (Standort)                | Marienstandbild                                     | Bezeichnet „1860“ | D-6-78-136-32 Wikidata | Marienstandbild                     |
| Schollenwehr; Untere Wehr, Straße zum Kernkraftwerk (Standort)    | Bildstock, sogenannte Beichtmarter                  | Monolith, mit vierseitigem Aufsatz, bezeichnet „1603“ | D-6-78-136-38 Wikidata | BW                                  |
| Schweinfurter Straße 3, in Hofmauer (Standort)                    | Relief mit den beiden Johannes                      | 1694 | D-6-78-136-29 Wikidata | Relief mit den beiden Johannes      |
| Schweinfurter Straße 14 (Standort)                                | Kreuzschlepper                                      | Freifigur auf rundem Schaft, Sandstein, 1693 | D-6-78-136-30 Wikidata | Kreuzschlepper                      |
| Steinernes Kreuz; südöstliche Ecke des Kernkraftwerks (Standort)  | Wegkreuz                                            | Kruzifix auf Inschriftensockel, bezeichnet „1744“ | D-6-78-136-37 Wikidata | Wegkreuz                            |
| Transportstraße; an der Straße nach Röthlein (Standort)           | Wegkreuz                                            | Kruzifix auf Sockel mit Inschriftenkartusche, 1767 | D-6-78-136-36 Wikidata | Wegkreuz                            |
| Untere Wehr; Nähe Weg zum Kernkraftwerk (Standort)                | Bildstock, sogenanntes Krautmarterl                 | Tischsockel mit rundem Schaft und zweiseitigem Aufsatz, darauf die Szene eines Wagenunfalls mit Pietà, rückseitige Kreuzigung, bezeichnet „1741“ | D-6-78-136-39 Wikidata | Bildstock, sogenanntes Krautmarterl |
| Würzburger Weg; Nähe Ellmus (Standort)                            | Bildstock                                           | Inschriftensockel mit zierlichem Schaft und Aufsatz, Heilige Dreifaltigkeit und Schmerzhafte Mutter Gottes, bezeichnet „1782“ | D-6-78-136-35 Wikidata | Bildstock                           |